# Instituto Central de Investigaciones Nucleares
El Instituto Central de Investigación de Dubná (ICIN en ruso: Объединённый институт ядерных исследований, ОИЯИ), es un centro de investigación en física nuclear ubicado en Dubná, óblast de Moscú, Rusia. El foco del ICIN es el estudio y desarrollo de las ciencias nucleares y el estudio de las propiedades fundamentales de la materia.

## Miembros
Este centro internacional de investigación está dedicado a las ciencias nucleares, con la participación de alrededor de 5.500 funcionarios, 1.200 investigadores incluidos 1.000 doctores de los dieciocho Estados miembros (Armenia, Azerbaiyán, Bielorrusia, Bulgaria, China, Cuba, República Checa, Georgia, Kazajistán, Moldavia, Mongolia, Corea del Norte, Polonia, Rumanía, Rusia, Eslovaquia, Ucrania , Uzbekistán, Vietnam), así como algunos eminentes y conocidos científicos de la UNESCO, el CERN, CLAF, Francia, Alemania, Italia y los Estados Unidos.

## Descubrimientos
El instituto ha participado en el descubrimiento de los elementos químicos siguientes de la tabla periódica: 
- rutherfordio (1964)[5]
- dubnio (1967)[6]
- seaborgio (1974)
- flerovio (isla de estabilidad, 1999)[7]
- livermorio (2001)[8]
- Nihonio (2004)
- Moscovio (2004)[9]
- Oganesón (2006)[10]
- Teneso (2010)[11]

## Líneas de investigación
Aunque el instituto cuenta con siete laboratorios, cada uno con su propia especialidad, las líneas de investigación se pueden resumir en tres grandes áreas.
- Física de partículas
- Física nuclear
- Física de la materia condensada

## Instalaciones y equipamiento
Los principales instrumentos de investigación incluyen un acelerador de partículas superconductor, nuclotrón (para partículas de 7 GeV de energía), tres ciclotrones isocrónicos (120, 145 y 650 MeV), un fasotrón (680 MeV) y un sincrofasotrón (4 GeV). El sitio también tiene un reactor de pulso de neutrones rápidos (1.500 MW de pulso) con diecinueve instrumentos asociados para la recepción de haces de neutrones.